# Mission impossible : Rogue Nation
Pour les articles homonymes, voir Mission impossible.
Série Mission impossible
Mission impossible : Protocole Fantôme
(2011) Mission impossible : Fallout
(2018)
Pour plus de détails, voir Fiche technique et Distribution.
Mission impossible : Rogue Nation ou Mission: Impossible - La nation Rogue au Québec (Mission: Impossible – Rogue Nation), est un film d'espionnage américano-chinois écrit et réalisé par Christopher McQuarrie, sorti en 2015.
Il s’agit du cinquième opus de la franchise cinématographique.

## Synopsis

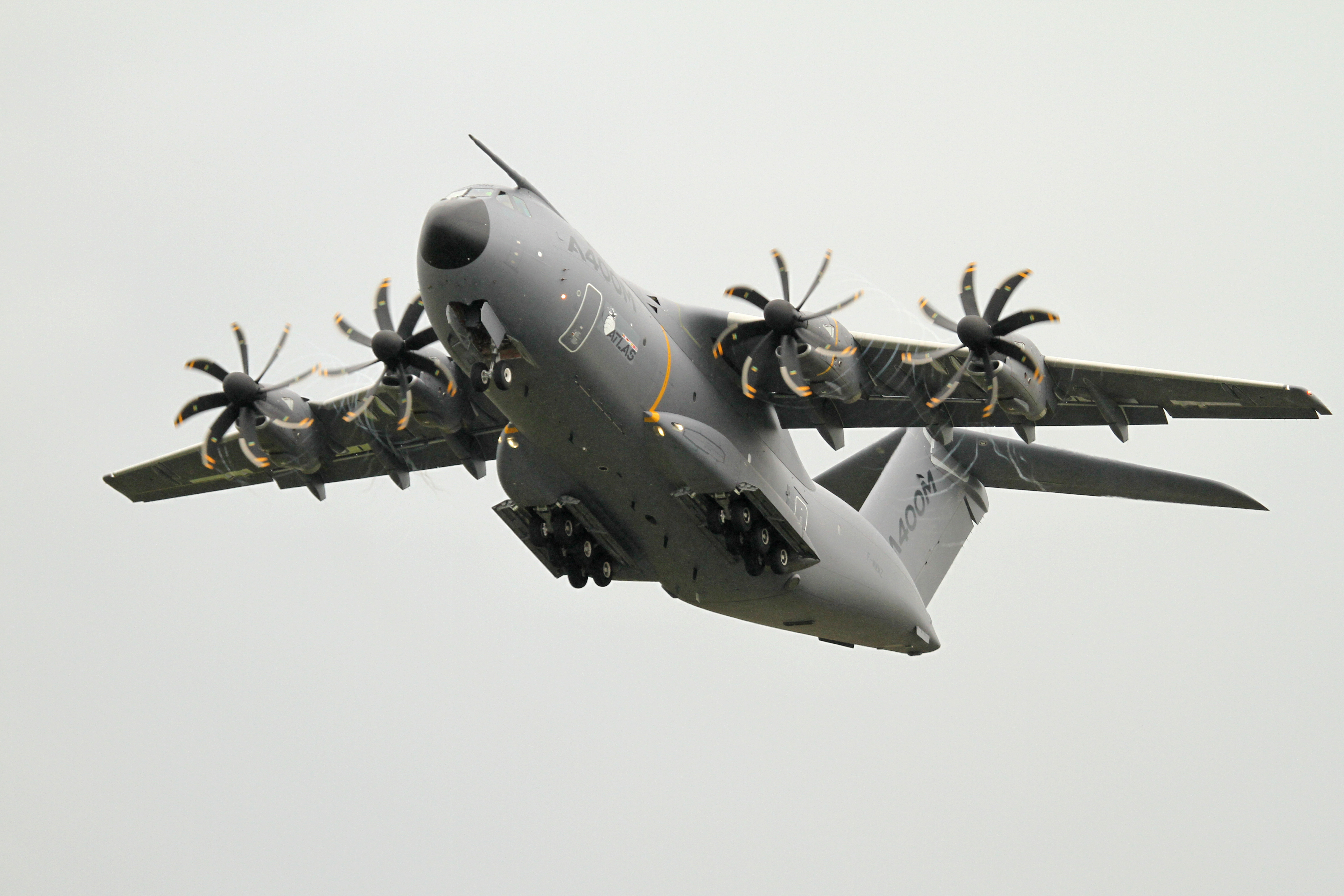
L'Airbus A400M immatriculé F-WWMZ, apparaissant dans le film.

Après avoir intercepté à Minsk des obus contenant du gaz VX neurotoxique vendu à un groupe terroriste tchétchène à bord d'un Airbus A400M, l'agent Ethan Hunt (Tom Cruise) pense pouvoir démontrer l'existence du Syndicat, un groupe criminel agissant à l'échelle internationale. Mais il est capturé par un homme blond portant des lunettes, plus tard identifié comme Solomon Lane (Sean Harris) dans une station londonienne de la Force Mission impossible (IMF) camouflée en magasin de disques à Picadilly Circus.
Entre-temps, le directeur de la CIA, Alan Hunley (Alec Baldwin), et l'agent William Brandt (Jeremy Renner) paraissent devant une commission du gouvernement américain à cause notamment de l'explosion au Kremlin et de l'ogive nucléaire tombée dans la baie de San Francisco (voir Mission impossible : Protocole Fantôme). Brandt ne pouvant parler sans l'accord du ministre de la défense, précédemment décédé, Hunley obtient que l'IMF soit démantelée et ses agents intégrés au sein de la CIA. Pendant ce temps, Ethan Hunt s'enfuit d'une pièce où il s'apprête à être torturé par Janik Vinter (Jens Hultén), grâce à l'aide d'une agente désavouée du MI6, Ilsa Faust (Rebecca Ferguson). Prenant contact avec Brandt, il refuse la décision de la commission et continue sa traque du Syndicat en cherchant activement Solomon Lane.

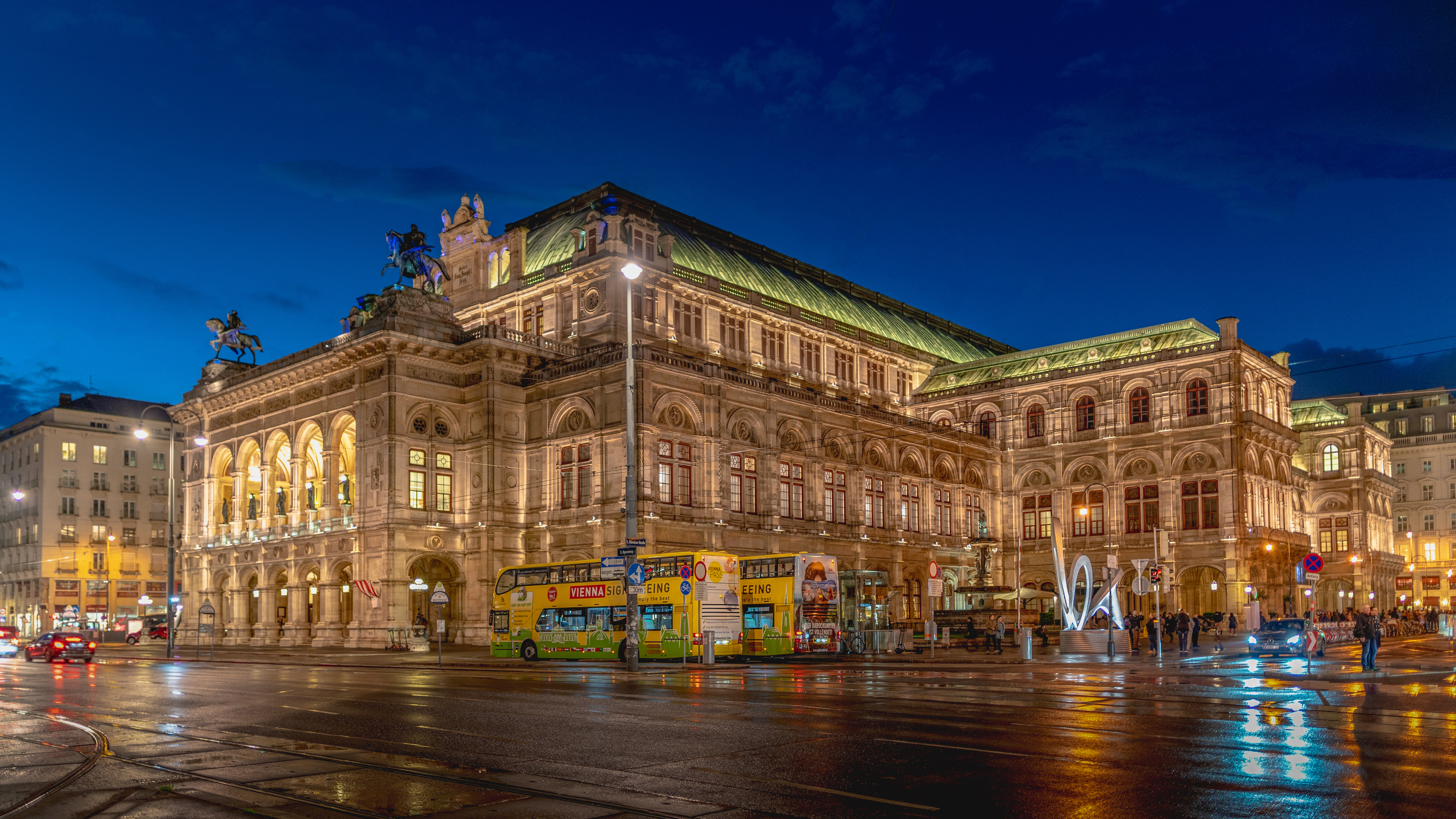
Théâtre d'État de Vienne.

Six mois plus tard, Hunt est toujours pourchassé par la CIA qui déclenche une descente à la Havane alors qu'il se trouve à Paris. Incapable de démanteler ou révéler l'existence du Syndicat, il amène son ancien collègue Benji Dunn (Simon Pegg) à participer à une mission au théâtre d'État de Vienne lors de la représentation de l'opéra Turandot où Hunt pense que Lane se trouvera pour surveiller l'assassinat du chancelier d'Autriche. Hunt empêche l'assassinat et se sauve avec Ilsa Faust (l'une des deux assassins envoyés sur les lieux), mais le chancelier est tué par une bombe posée dans son véhicule d'évacuation en guise d'assurance. Lors d'une course-poursuite, Ilsa s'enfuit tout en disant à Hunt qu'il sait comment la retrouver. Elle fait immédiatement son rapport à Solomon.

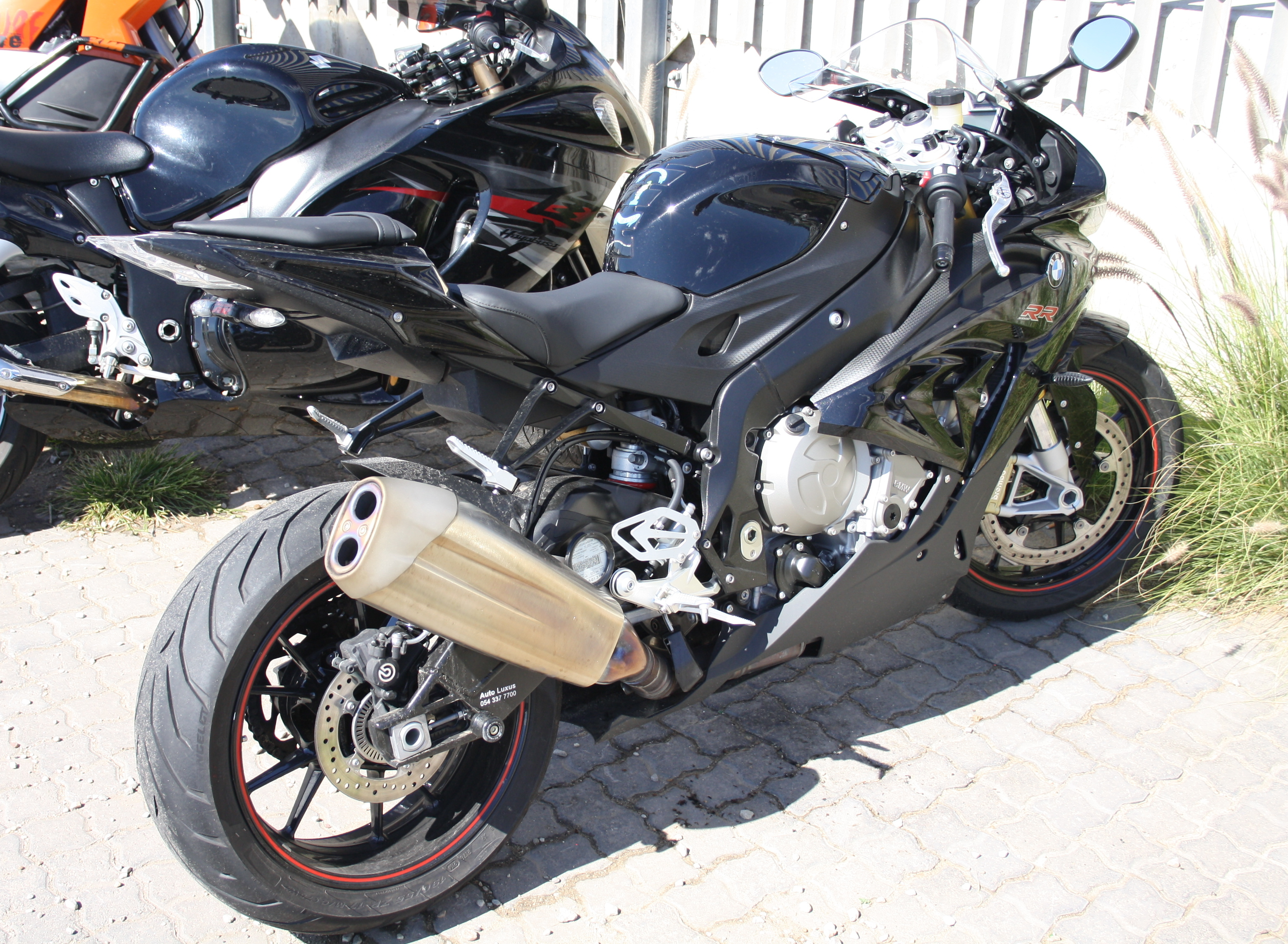
BMW S1000 RR utilisée par Ilsa et Ethan à Casablanca.

Un peu plus tard, Brandt demande l'aide de l'ex-agent Luther Stickell (Ving Rhames) pour retrouver Hunt et empêcher qu'il ne soit assassiné par la CIA. Hunt et Benji retrouvent Faust à Casablanca au Maroc, où ils s'introduisent dans un centre de données extrêmement sécurisé pour y dérober un fichier comportant tous les noms des membres du Syndicat. Benji réussit le vol alors que, par manque de temps, Hunt se noie dans le système de refroidissement du centre (où il avait plongé en apnée pour introduire l'identité de Benji dans le système de sécurité) mais est réanimé par Ilsa. Elle s'échappe en emportant la clé USB contenant le fichier, attendue par les hommes du Syndicat. Hunt la poursuit dans les rues de la ville mais, une fois débarrassé des hommes du syndicat, Ilsa lui fausse encore une fois compagnie. Hunt, Benji, Brandt et Stickell font ensuite le point sur la situation, car ils ont découvert que le fichier (dont Benji a fait une copie) est une « Boîte Rouge », c'est-à-dire qu'il ne peut être lu que par le Premier ministre du Royaume-Uni.
Faust retourne à Londres où elle tente de remettre le fichier à son supérieur, Attlee (Simon McBurney), qui lui ordonne de retourner terminer sa mission, c'est-à-dire d'exposer tous les membres du Syndicat. Elle retrouve Lane et lui remet la clé USB, qui a été vidée de son contenu à son insu par Attlee. Plus tard, Hunt rencontre Faust dans une gare bondée et les deux en viennent à comprendre qu'Attlee ment. Des agents du Syndicat enlèvent Benji et leur chef Lane ordonne à Hunt de lui amener une copie du fichier déchiffré sinon Benji mourra. Les trois ex-agents de l'IMF discutent vivement d'une solution.
Brandt révèle à Hunley que Hunt est à Londres et lui demande de le rejoindre. Pendant un gala de charité, le Premier ministre britannique est prié de se rendre de toute urgence auprès d'Attlee, qui est avec Brandt et Hunley. Mais quand ce dernier, décrivant Hunt comme déséquilibré, mentionne le Syndicat, il est abasourdi de voir le Premier ministre lui révéler qu'Attlee avait proposé la mise en place du Syndicat, un groupe d'agents soumis à la seule autorité du Premier ministre; en d'autre terme, l'équivalent britannique de l'IMF. Cependant le Premier ministre a ordonné la fin du projet pour des raisons éthiques, mais Attlee a poursuivi malgré tout. Le Premier ministre reçoit un sérum de vérité par Hunt, qui enlève alors le masque d'Attlee qu'il portait, et se retrouve obligé de déverrouiller la Boîte Rouge. Quand le vrai Attlee entre dans la pièce, il reçoit également une dose de sérum de vérité, puis révèle qu'il a caché l'existence du Syndicat quand Lane a décidé de poursuivre seul avant d'être laissé entre les mains de Hunley, l'histoire officielle étant qu'Attlee a agressé le Premier ministre quand il a révélé l'existence du syndicat, et qu'Hunley a sauvé le Premier Ministre.
De son côté, Stickell découvre que le fichier comprend une liste de comptes numérotés qui donne accès à des milliards de dollars, permettant au Syndicat de poursuivre ses opérations. Hunt en prend connaissance puis détruit la clé USB qui contient les données. Il retrouve Faust, armée, et Benji, bardé d'une ceinture explosive, assis à un café surveillé par les hommes de Lane. Hunt révèle qu'il a détruit la clé USB, mais qu'il a mémorisé les coordonnées de tous les comptes. Il met Lane au défi de le tuer après lui avoir fait un virement de 50 millions de dollars. Lane libère Benji en échange de la liste complète. Ethan et Faust sont ensuite pris en chasse par les hommes de Lane dans les rues de Londres. Faust tue Vinter, alors que Hunt piège Lane dans une cellule à l'épreuve des balles, où il est endormi par un gaz, comme Lane l'avait fait avec Hunt au magasin de disques à Londres.
Plus tard, Hunley et Brandt retournent devant la commission, où Hunley explique qu'officiellement, le démantèlement de l'IMF a été une opération visant à exposer le Syndicat à l'intérieur du gouvernement américain. L'IMF peut donc reprendre ses activités habituelles, et Hunley devient le nouveau ministre de la défense.

## Fiche technique
Sauf indication contraire, les informations mentionnées dans cette section peuvent être confirmées par les bases de données cinématographiques IMDb et Allociné,  présentes dans la section « Liens externes ».
- Titre original : Mission: Impossible – Rogue Nation
- Titre français : Mission : Impossible – Rogue Nation
- Titre québécois : Mission: Impossible - La nation Rogue[1]
- Réalisation : Christopher McQuarrie
- Scénario : Christopher McQuarrie, d'après une histoire de Christopher McQuarrie et Drew Pearce, basé sur la série télévisée Mission impossible créée par Bruce Geller
- Musique : Joe Kraemer (thème original composé par Lalo Schifrin)
  - Orchestration : Matt Dunkley
  - Montage musical : Simon Changer, John Finklea et Alex Gibson
- Direction artistique : Andrew Bennett, Steve Carter, Amanda Dazely, Matt Gray, Paul Inglis, Ben Munro, Florian Reichmann et Helen Xenopoulos
- Décors : James D. Bissell, John Bush et Abdenabi Izlaguen[2]
- Costumes : Joanna Johnston
- Maquillage : Salima Oulad Dahhou, Sarah Monzani
- Coiffure : Sarah Monzani
- Photographie : Robert Elswit
- Son : Gilbert Lake, James Mather, Mike Prestwood Smith
- Montage : Eddie Hamilton
- Production : J. J. Abrams, Bryan Burk, Tom Cruise, David Ellison, Dana Goldberg et Don Granger
  - Production exécutive (Maroc) : Zakaria Alaoui et Daniel M. Stillman
  - Production déléguée : Jake Myers
  - Production associée : Thomas Hayslip, Helen Medrano et Maricel Pagulayan
- Sociétés de production[3] :
  - États-Unis : Bad Robot Productions, Odin et TC Productions, présenté par Paramount Pictures et Skydance Media
  - Chine : en association avec Alibaba Pictures et China Movie Channel
  - Royaume-Uni : Three Mills Island Studios
  - Maroc : Morocco Film Assistance
  - Autriche : avec le soutien Location Austria
- Sociétés de distribution : Paramount Pictures (États-Unis, Canada, Royaume-Uni, France) ; China Film Group Corporation et Huaxia Film Distribution (Chine)
- Budget : 150 millions de $[4],[5]
- Pays de production :  États-Unis,  Chine[6],[N 1]
- Langues originales : anglais, suédois, allemand et russe
- Format[7] : couleur - 35 mm / Digital - 2,39:1 (Panavision)
  - son : Datasat / Dolby Digital / Dolby Atmos / Dolby Surround 7.1 / 12-Track Digital Sound / SDDS
  - son (version IMAX) : Sonics-DDP / IMAX 6-Track / Auro 11.1 (Auro-3D)
- Genre : action, aventure, thriller, espionnage
- Durée : 131 minutes
- Dates de sortie[8] :
  - Royaume-Uni, Hong Kong : 30 juillet 2015
  - États-Unis, Québec : 31 juillet 2015[1]
  - Belgique : 5 août 2015[9]
  - France, Suisse romande : 12 août 2015[10],[11]
  - Chine : 8 septembre 2015
- Classification[12] :
  - États-Unis : accord parental recommandé, film déconseillé aux moins de 13 ans (PG-13 - Parents Strongly Cautioned)[N 2]
  - Royaume-Uni : les enfants de moins de 12 ans doivent être accompagnés d'un adulte (12A - Suitable for 12 years and over),[13]
  - Chine : pas de système
  - Hong Kong : ne convient pas aux enfants (IIA - Catégorie Deux-A)[N 3]
  - Autriche : non recommandé aux moins 12 ans[14]
  - France : tous publics (conseillé à partir de 12 ans à la télévision)[15],[16]
  - Belgique : tous publics (Alle Leeftijden)[9]
  - Suisse romande : interdit aux moins de 12 ans[17]
  - Québec : 13 ans et plus (violence) (13+ / 13 years and over)[1]

## Distribution
- Tom Cruise (VF : Jean-Philippe Puymartin ; VQ : Gilbert Lachance) : Ethan Hunt
- Jeremy Renner (VF : Jérôme Pauwels ; VQ : Jean-François Beaupré) : William Brandt
- Simon Pegg (VF : Cédric Dumond ; VQ : Frédéric Desager) : Benji Dunn
- Rebecca Ferguson (VF : Ingrid Donnadieu ; VQ : Laurence Dauphinais) : Ilsa Faust
- Ving Rhames (VF : Saïd Amadis ; VQ : Yves Corbeil) : Luther Stickell
- Alec Baldwin (VF : Bernard Lanneau ; VQ : Marc Bellier) : Alan Hunley, directeur de la CIA
- Sean Harris (VF : Yann Guillemot ; VQ : Louis-Philippe Dandenault) : Solomon Lane
- Simon McBurney (VF : Thierry Wermuth ; VQ : François Sasseville) : Atlee
- Zhang Jingchu : Lauren
- Tom Hollander (VF : Pierre Tessier ; VQ : Marc-André Bélanger) : Premier ministre du Royaume-Uni
- Jens Hultén (VF : Serge Faliu ; VQ : Antoine Durand) : Janik Vinter
- Hermione Corfield  : Agent IMF du magasin de disques
- Nigel Barber (VF : Jean-Louis Faure) : Président de la commission sénatoriale
- Robert Maaser : W. Richter
- Wolfgang Stegmann : M. Kagan
- America Olivo : Turandot
- Saif Al-Warith : Adil jama
- ? (VF : Gabriel Le Doze) : Annonceur de la mission

 Source et légende : version française (VF) sur RS Doublage et AlloDoublage Version québécoise sur Doublage Québec

## Production

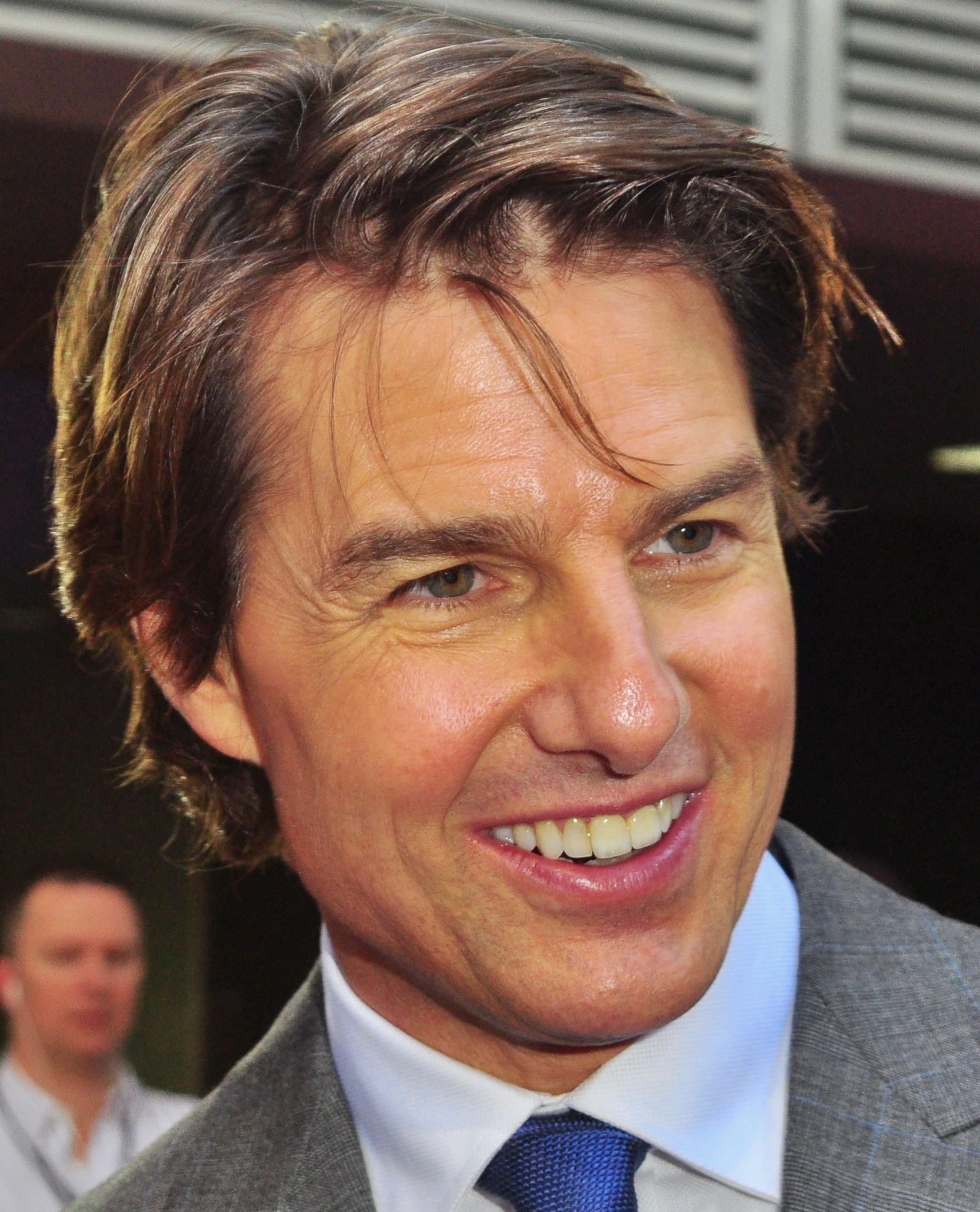
L'acteur Tom Cruise à une première du film à Londres, en juillet 2015.

### Développement
En mai 2013, il est annoncé que Drew Pearce écrira le scénario du 5e film de la saga Mission impossible, avec Christopher McQuarrie, qui a dirigé Tom Cruise dans Jack Reacher (2012). Alors que le studio souhaitait le retour de Brad Bird, Christopher McQuarrie est confirmé au poste de réalisateur trois mois plus tard. Tom Cruise devait à l'origine participer au film The Man from U.N.C.L.E. de Guy Ritchie, mais a préféré se concentrer sur ce 5e opus.
En mai 2014, il est annoncé que Will Staples va réécrire le script de Drew Pearce.
Le 22 mars 2015, Paramount révèle le titre original du film, Mission: Impossible - Rogue Nation, ainsi qu'une affiche et une bande-annonce.

### Attribution des rôles
En novembre 2013, Simon Pegg confirme qu'il reprendra son rôle de Benji Dunn. Avec cette troisième participation, il est le troisième acteur le plus fidèle à la franchise après Tom Cruise et Ving Rhames qui apparaissent dans les cinq opus.
En juin 2014, Jeremy Renner confirme lui aussi sa présence dans le rôle de William Brandt qu'il tenait déjà dans Mission impossible : Protocole Fantôme.
En juillet 2014, Alec Baldwin et Rebecca Ferguson rejoignent la distribution dans des rôles inédits. Il est révélé que le rôle attribué à Rebecca Ferguson a été refusé par Jessica Chastain.
Un mois plus tard, le réalisateur Christopher McQuarrie déclare sur Twitter que Ving Rhames reprendra son rôle de Luther Stickell.

### Tournage

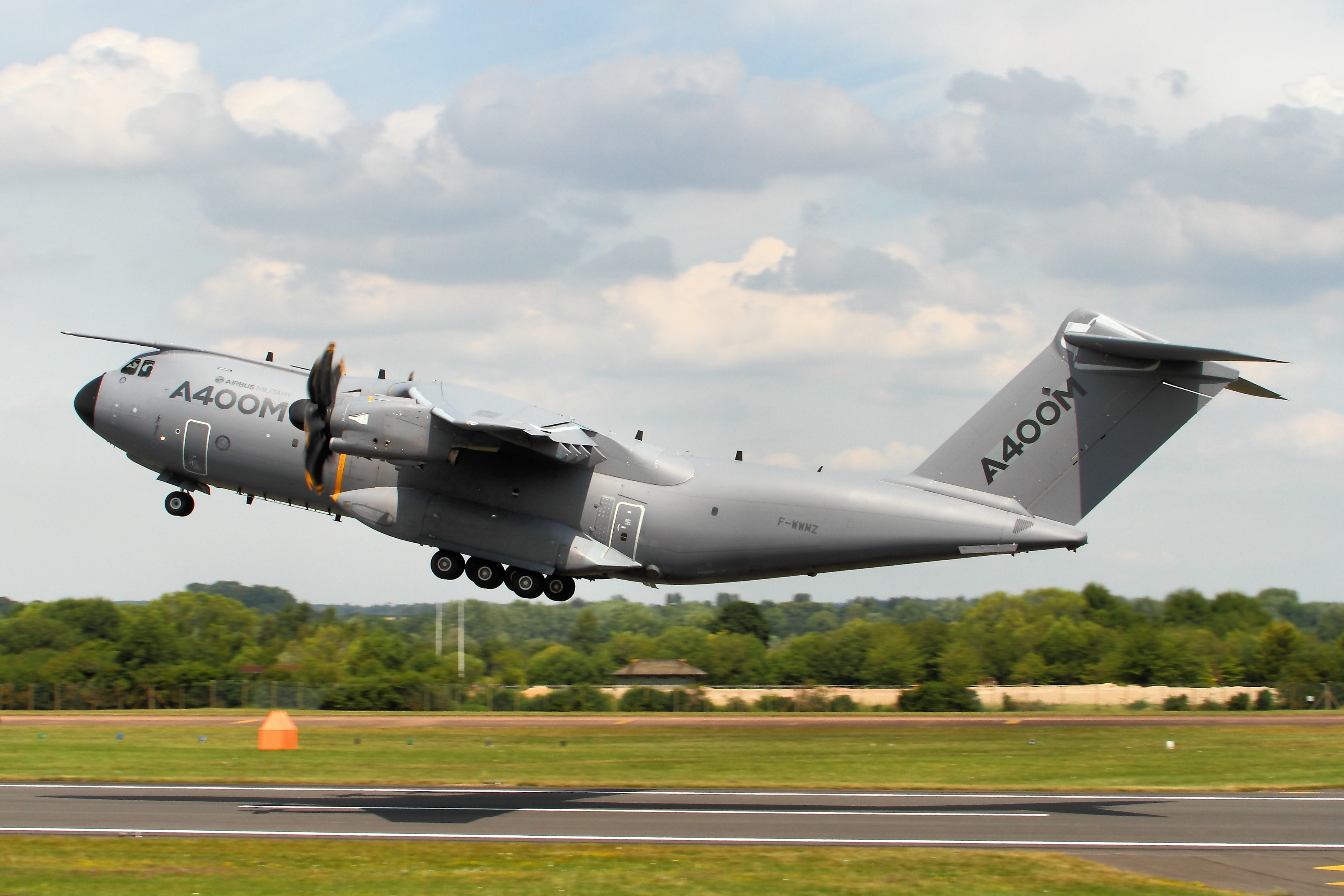
Lors du tournage à la base RAF Wittering, Tom Cruise s'accroche au flanc de cet Airbus A400M Atlas.

Le tournage débute courant août 2014 à Vienne en Autriche, puis a ensuite lieu à Londres. Certaines scènes londoniennes sont tournées incognito par Tom Cruise dans la foule ; l'acteur a cependant failli se faire écraser par un bus à impériale à Piccadilly Circus. Certaines scènes sont également tournées à Marrakech, Casablanca et Rabat au Maroc.
Le 20 février 2015, The Hollywood Reporter rapporte que le réalisateur et certaines personnes ne sont pas satisfaits par la fin du scénario et qu'il faudra réécrire puis retourner quelques scènes,. Le tournage s'achève le 12 mars 2015, comme annoncé sur Twitter par le réalisateur.
Le 17 juillet 2015, Airbus Military publie une vidéo : il s'agit du décollage d'un Airbus A400M Atlas à l'extérieur duquel est accroché Tom Cruise. Le tournage a été effectué en huit fois, le 31 octobre 2014, et le reste sur la base britannique de Wittering. Avec lui, l'appareil arriva à 800 mètres d'altitude à la vitesse de 240 km/h,.

### Musique
Bandes originales de Mission impossible
Mission impossible : Protocole Fantôme
(2011) Mission impossible : Fallout
(2018)
La musique du film est composée par Joe Kraemer.
| 1.  | The A400                                       | 6:38 |
| 2.  | Solomon Lane                                   | 4:08 |
| 3.  | Good Evening, Mr. Hunt                         | 2:35 |
| 4.  | Escape to Danger                               | 2:46 |
| 5.  | Havana to Vienna                               | 5:13 |
| 6.  | A Flight at the Opera                          | 2:23 |
| 7.  | The Syndicate                                  | 3:44 |
| 8.  | The Plan                                       | 3:21 |
| 9.  | It's Impossible (CD Exclusive Track)           | 1:23 |
| 10. | The Torus                                      | 7:02 |
| 11. | Morocco Pursuit                                | 2:29 |
| 12. | Grave Consequences                             | 4:12 |
| 13. | A Matter of Going                              | 5:05 |
| 14. | The Blenheim Sequence                          | 4:00 |
| 15. | Audience with the Prime Minister               | 4:23 |
| 16. | This is the End, Mr. Hunt (CD Exclusive Track) | 3:48 |
| 17. | A Foggy Night in London                        | 2:10 |
| 18. | Meet the IMF                                   | 1:47 |
| 19. | Finale and Curtain Call                        | 6:14 |

## Accueil

### Sorties
En janvier 2015, il est annoncé que la date de sortie va être avancée de quasiment six mois. En effet, alors que le film devait sortir le 23 décembre 2015 en France et aux États-Unis, il sortira finalement le 31 juillet 2015 aux États-Unis et le 12 août 2015 en France.
L'utilisation du mot « Rogue » (qui désigne en anglais quelqu'un sans scrupules, un escroc ou un voyou) a provoqué une légère confusion entre la Paramount Pictures et Walt Disney Pictures. Le studio Disney a révélé au même moment que la Paramount le titre du spin-off de Star Wars, Star Wars Anthology: Rogue One. Les deux studios ont rapidement trouvé un accord : Disney n'avait pas le droit de commencer la promotion de son film jusqu'à la sortie en salles de Mission impossible : Rogue Nation.

### Accueil critique
Sur le site d'Allociné, la presse lui donne une moyenne de 3.7⁄5 basé sur 23 critiques presse.
Sur le site d'Internet Movie Database il obtient la note de 7,4⁄10 basé sur plus de 228 000 utilisateurs.
Sur le site de Metacritic il obtient un score de 75⁄100 basé sur 46 avis.
Le site Rotten Tomatoes lui donne un taux d'approbation de 93 % basé sur 240 votes.

### Box-office
Pour son premier week-end d'exploitation américaine, le film engrange 56 millions de dollars de recettes. Cela en fait le meilleur démarrage d'un film avec Tom Cruise depuis La Guerre des mondes (2005) et le second de la saga, juste derrière Mission impossible 2 (2000) et ses 57,8 millions.
| Pays ou région            | Box-office                                     | Date d'arrêt du box-office        | Nombre de semaines |
| ------------------------- | ---------------------------------------------- | --------------------------------- | ------------------ |
| États-Unis (1er week-end) | 55 520 089 $                                   | du 31 juillet 2015 au 2 août 2015 | -                  |
| États-Unis Canada         | 195 042 377 $                                  | 29 octobre 2015                   | 13                 |
| États-Unis                | 23 136 000 entrées (Approx.)                   | -                                 | -                  |
| Chine                     | 136 760 000 $                                  | 15 octobre 2015                   | 6                  |
| Hong Kong                 | 7 234 910 $                                    | 27 septembre 2015                 | 9                  |
| Autriche                  | 2 814 451 $                                    | 18 octobre 2015                   | 11                 |
| Royaume-Uni               | 31 936 699 $                                   | 8 novembre 2015                   | 15                 |
| France Paris              | 21 375 577 $ 2 804 822 entrées 744 088 entrées | 29 janvier 2015                   | 7                  |
| Total hors États-Unis     | 487 671 890 $                                  | 29 octobre 2015                   | 13                 |
| Total mondial             | 682 714 267 $                                  | 29 octobre 2015                   | 13                 |

## Distinctions
Source : Internet Movie Database

### Récompenses

#### 2015
- Festival international du film des Hamptons : meilleure révélation pour Rebecca Ferguson

#### 2016
- Golden Trailer Awards :
  - Golden Trailer de la bande-annonce étrangère la plus originale pour Paramount Pictures et Trailer Park
  - Golden Trailer de la publicité la plus innovante pour un long métrage pour Paramount Pictures et Grandesign Media Services
- International Film Music Critics Award (IFMCA) : IFMCA Award de la meilleure musique originale pour un film d'action / aventure / thriller pour Joe Kraemer
- World Soundtrack Awards : World Soundtrack Award de la découverte de l'année décerné Joe Kraemer
- World Stunt Awards : Taurus World Stunt Award du coup le plus dur pour Rick English

### Nominations

#### 2015
- Awards Circuit Community Awards (ACCA) : meilleur ensemble de cascades
- Golden Schmoes Awards :
  - Meilleur DVD / Blu-Ray de l'année
  - Meilleurs S&C de l'année pour Rebecca Ferguson
- IGN Summer Movie Awards : meilleur film d'action

#### 2016
- Academy of Science Fiction, Fantasy and Horror Films - Saturn Awards :
  - Meilleur film d'action ou d'aventure
  - Meilleur acteur dans un second rôle pour Simon Pegg
- Critics' Choice Movie Awards :
  - Meilleur film d'action
  - Meilleur acteur dans un film d'action pour Tom Cruise
  - Meilleure actrice dans un film d'action pour Rebecca Ferguson
- Empire Awards :
  - Meilleur thriller
  - Meilleur espoir féminin pour Rebecca Ferguson
- Golden Trailer Awards :
  - Meilleur spot télévisé musical pour Paramount Pictures et Trailer Park
  - Meilleur montage sonore dans un spot télévisé pour Paramount Pictures et Grandesign Media Services
  - Meilleure campagne marketing pour Paramount Pictures et Grandesign Media Services
- Huading Awards : meilleur long métrage mondial
- Jupiter Awards : meilleur film international
- London Film Critics Circle : meilleure réalisation technique de l'année pour Wade Eastwood (cascades)
- Motion Picture Sound Editors : meilleure montage de musique dans un film pour Simon Changer, John Finklea et Michael Higham
- MTV Movie & TV Awards : meilleure scène d'action
- National Film Awards, UK : meilleure révélation pour Hermione Corfield
- Online Film and Television Association :
  - Meilleure bande-annonce de film,
  - Meilleure performance féminine pour Rebecca Ferguson
  - Meilleure coordination de cascades pour Christopher Gordon, Wolfgang Stegemann et Fern Webster
- Screen Actors Guild Awards : meilleure équipe de cascadeurs pour Scott Armstrong, George Bailey, Randy Beckman, Kieran Clarke, Lucy Cork, Ben Dimmock, Wade Eastwood, Christopher Gordon, Rob Hunt, David Knight, Michael Li, Adrian McGaw, Robert Nagle, Jorian Ponomareff, Jimmy N. Roberts, Nicholas Schodel, Wolfgang Stegemann, Mens-Sana Tamakloe, Jenny Tinmouth, Dave Van Zeyl et Marlow Warrington-Mattei
- Visual Effects Society Awards : meilleure photographie virtuelle dans un film en prises de vues réelles pour Christopher Anciaume, Vincent Aupetit, Robert Elswit et Margaux Durand-Rival (pour la scène sous-marine dans la chambre torique)
- World Stunt Awards : meilleure cascade automobile pour Kieran Clarke, Rick English, David Knight, Jimmy N. Roberts et Jenny Tinmouth

## Éditions en vidéo
- En France, le film Mission : Impossible – Rogue Nation est sorti en DVD[56], Blu-ray + Blu-ray bonus[57] ainsi qu'en Combo Blu-ray + DVD + Copie digitale[58] le 16 décembre 2015.

Le film est également sorti en VOD le 14 octobre 2016.
Il est ressorti en DVD et Blu-ray, ainsi qu'en édition SteelBook Blu-ray le 3 juillet 2018.
À la suite des évolutions techniques afin d'améliorer la qualité d'image et de sons, le film sort en 4K Ultra HD + Blu-ray le 3 juillet 2018, ainsi qu'une édition limitée SteelBook 4K Ultra HD + Blu-ray le 28 juin 2023.
- Au Québec, le film est sorti en DVD le 15 décembre 2015[1].

## Suite
Paramount Pictures a confirmé qu'il y aurait bien un Mission impossible 6. Prévu pour l'été 2018, Mission impossible : Fallout est sorti en France le 1er août 2018. De nombreux acteurs présents dans les films précédents tels que Tom Cruise, Simon Pegg, Rebecca Ferguson ou encore Michelle Monaghan intègrent la distribution de ce nouveau film. Ce sixième film confronte de nouveau Ethan au même ennemi, faisant de Rogue Nation la première partie d'un même arc scénaristique.

## SagaMission impossible
| Titre français                            | Année | Réalisateur           | Budget        | Total box-office |
| ----------------------------------------- | ----- | --------------------- | ------------- | ---------------- |
| Mission impossible                        | 1996  | Brian De Palma        | 78 000 000 $  | 457 696 359 $    |
| Mission impossible 2                      | 2000  | John Woo              | 125 000 000 $ | 546 388 105 $    |
| Mission impossible 3                      | 2006  | J. J. Abrams          | 150 000 000 $ | 397 850 012 $    |
| Mission impossible : Protocole Fantôme    | 2011  | Brad Bird             | 145 000 000 $ | 694 713 380 $    |
| Mission impossible : Rogue Nation         | 2015  | Christopher McQuarrie | 150 000 000 $ | 682 714 267 $    |
| Mission impossible : Fallout              | 2018  | Christopher McQuarrie | 178 000 000 $ | 791 107 538 $    |
| Mission impossible : Dead Reckoning       | 2023  | Christopher McQuarrie | 290 000 000 $ | NC               |
| Mission: Impossible - The Final Reckoning | 2025  | Christopher McQuarrie | NC            | NC               |